# Chiririparakit
Chiririparakit (Brotogeris chiriri) är en fågel i familjen västpapegojor inom ordningen papegojfåglar. Den förekommer naturligt i Central- och Sydamerika, men har även etablerat friflygande populationer i Kalifornien och Florida i USA. Arten minskar i antal, men beståndet anses ändå vara livskraftigt.

## Utseende
Chiririparakiten är en liten papegoja med lång och spetsig stjärt, tydlig vit ögonring och en kort, ljus näbb. Kroppen är grön med en tydlig gul kant som skiljer de mörkare vingpennorna från den ljusare inre delen av vingen.

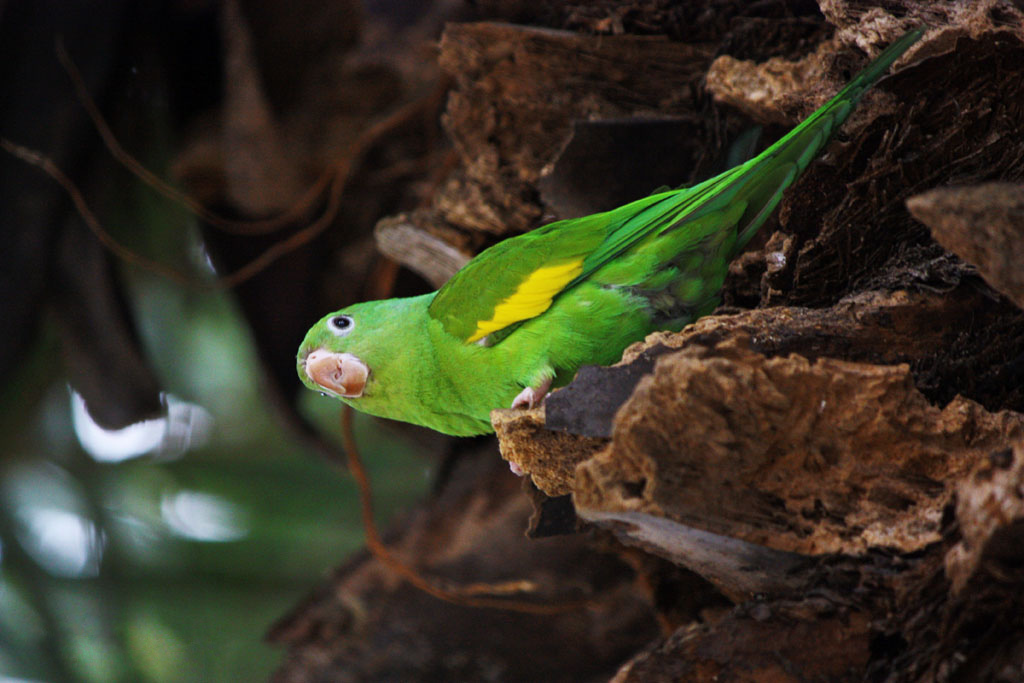

## Utbredning och systematik
Chiririparakit delas in i två underarter med följande utbredning:
- Brotogeris chiriri behni – förekommer i Central- och Sydamerika söderut till Bolivia
- Brotogeris chiriri chiriri – förekommer i norra Bolivia till Paraguay, sydöstra Brasilien och norra Argentina

Från 1977 importerades ett stort antal chiririparakiter till USA för att möta efterfrågan som burfågel sedan importen av nära släktingen vitvingad parakit stoppats. Därefter har frisläppta och förrymda burfåglar etablerat friflygande populationer i både Kalifornien och Florida.
Arten behandlades tidigare som en del av vitvingad parakit (Brotogeris chiriri).

## Levnadssätt
Chiririparakiten ses vanligen i ljudliga grupper i savannskog, ofta även in i mer urbana områden. I dess naturliga utbredningsområde häckar den i trädhål och i trädförlagda termitbon, i USA ofta i palmträd. Den lever av olika sorters frukter, frön, knoppar och blommor.

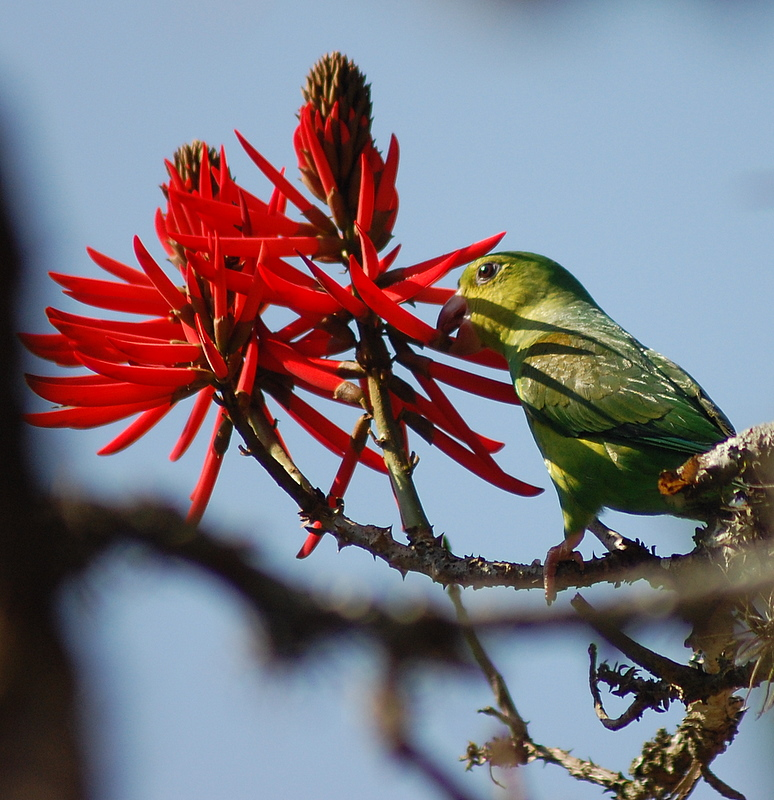
Födosökande chiririparakit i São Paulos botaniska trädgård i Brasilien.

## Status och hot
Arten har ett stort utbredningsområde och en stor population, men tros minska i antal, dock inte tillräckligt kraftigt för att den ska betraktas som hotad. Internationella naturvårdsunionen IUCN listar därför arten som livskraftig (LC).
Beståndet i Florida verkar vara stabilt eller möjligen i ökande, medan det i Kalifornien har minskat kraftigt i antal på sistone.

## Namn
Fågelns svenska och vetenskapliga artnamn kommer från fågelns namn på guaraní, Chirhirhi.